# Guyanas kvindefodboldlandshold
Guyanas kvindefodboldlandshold er det nationale kvindefodboldlandshold i Guyana som reguleres af Guyana Football Federation. Guyana valgte at lancere et kvindefodboldprogram i 2009, baseret både på lokale spillere og børn af guyanske forældre i USA. Guyana spillede sin første officielle landskamp mod Trinidad og Tobago allerede i 1998, men tabte 0–9, og deltog derefter ikke i nogen FIFA-turneringer eller A-landskampe de næste 12 år.
En ny satsning blev påbegyndt i 2009, og holdet vandt fem landekampe i træk, før de igen tabte en kamp mod Trinidad og Tobago med 0–3. De var alligevel en af det fire hold som klarede sig i tredje runde af VM-kvalifikationen i Caribien. Tre af disse fire hold gik videre til slutspillet i Gold Cup, som består af otte hold.

## Resultater

### VM
| World Cup Finals | World Cup Finals       | World Cup Finals | World Cup Finals | World Cup Finals | World Cup Finals | World Cup Finals | World Cup Finals | World Cup Finals | World Cup Finals |
| År               | Resultat               | GP               | W                | D*               | L                | GF               | GA               | GD               |                  |
| ---------------- | ---------------------- | ---------------- | ---------------- | ---------------- | ---------------- | ---------------- | ---------------- | ---------------- | ---------------- |
| 1991             | Deltog ikke            | -                | -                | -                | -                | -                | -                | -                |                  |
| 1995             | Deltog ikke            | -                | -                | -                | -                | -                | -                | -                |                  |
| 1999             | Kvalificerede sig ikke | -                | -                | -                | -                | -                | -                | -                |                  |
| 2003             | Deltog ikke            | -                | -                | -                | -                | -                | -                | -                |                  |
| 2007             | Deltog ikke            | -                | -                | -                | -                | -                | -                | -                |                  |
| 2011             | Kvalificerede sig ikke | -                | -                | -                | -                | -                | -                | -                |                  |
| 2015             | Endnu ikke fastlagt    | -                | -                | -                | -                | -                | -                | -                |                  |
| Total            | 0/6                    | -                | -                | -                | -                | -                | -                | -                |                  |

*Omfatter kampe vundet på straffespark.

### CONCACAS
| Women's Gold Cup | Women's Gold Cup       | Women's Gold Cup | Women's Gold Cup | Women's Gold Cup | Women's Gold Cup | Women's Gold Cup | Women's Gold Cup | Women's Gold Cup | Women's Gold Cup |
| År               | Resultat               | GP               | W                | D*               | L                | GF               | GA               | GD               |                  |
| ---------------- | ---------------------- | ---------------- | ---------------- | ---------------- | ---------------- | ---------------- | ---------------- | ---------------- | ---------------- |
| 1991             | Deltog ikke            | -                | -                | -                | -                | -                | -                | -                |                  |
| 1993             | Deltog ikke            | -                | -                | -                | -                | -                | -                | -                |                  |
| 1994             | Deltog ikke            | -                | -                | -                | -                | -                | -                | -                |                  |
| 1998             | Kvalificerede sig ikke | -                | -                | -                | -                | -                | -                | -                |                  |
| 2000             | Deltog ikke            | -                | -                | -                | -                | -                | -                | -                |                  |
| 2002             | Deltog ikke            | -                | -                | -                | -                | -                | -                | -                |                  |
| 2006             | Deltog ikke            | -                | -                | -                | -                | -                | -                | -                |                  |
| 2010             | Gruppespillet          | 3                | 0                | 0                | 3                | 3                | 19               | -16              |                  |
| Total            | 1/8                    | 3                | 0                | 0                | 3                | 3                | 19               | -16              |                  |

*Omfatter kampe vundet på straffespark.